# Kuehneotèrids
|  | «Kuehneoteris» redirigeix aquí. Vegeu-ne altres significats a «Kuehneoteri». |

Els kuehneotèrids (Kuehneotheriidae) són una família extinta de mamaliaformes primitius que visqueren des del Triàsic superior fins al Juràssic inferior, fa entre 190,8 i 208,5 milions d'anys. Se n'han trobat restes fòssils a França, Groenlàndia, l'Índia, Luxemburg, i el Regne Unit. Es tracta de l'única família de la superlegió dels kuehneoteris (Kuehneotheria), que en la classificació de Malcolm C. McKenna i Susan K. Bell també contenia els woutèrsids. Tenien tres cúspides còniques a la corona de cada dent postcanina, igual que els triconodonts. Durant molt de temps foren ubicats entre els teris i, per tant, entre els mamífers.